# Bundesliga de 1994–95
A Primeira Divisão da Bundesliga de 1994–95, denominada oficialmente de Fußball-Bundesliga 1994-1995, foi a 32.ª edição da principal divisão do futebol alemão. O campeão foi o Borussia Dortmund que conquistou seu 4º título na história do Campeonato Alemão.

## Premiação
| Bundesliga de 1994–95                  |
| -------------------------------------- |
| BORUSSIA DORTMUND Campeão (4.º título) |